# 北中健一
北中 健一（きたなか けんいち、1994年5月13日）は、日本の俳優・タレント。
父親がカナダ人であり、日本とカナダのハーフ。AV男優。

## 略歴
桜美林大学在学中からモデル活動をはじめ、2015年11月1日にミスターキャンパスである『ミスター桜美林コンテスト2015』にてグランプリ、2016年3月30日に『第2回Mr. of Mr. CAMPUS CONTEST 2016』にて準グランプリに選ばれる。その後AV男優、女性用風俗キャストとして様々なメディア出演。

## 出演

### テレビ番組
- 恋んトス　シーズン6[3]（TBS、2017年）
- イチナナ　アプリCM（2018年）
- AbemaTV カンニング竹山の土曜The NIGHT
- AbemaTV スピードワゴンの月曜The NIGHT
- モテるの法則 season12[4]
- じっくり聞いタロウ[5]